# Dave Mills
Dave Mills (* 21. April 1939) ist ein ehemaliger US-amerikanischer Sprinter, der sich auf den 400-Meter-Lauf spezialisiert hatte.
1959 wurde er bei den Panamerikanischen Spielen in Chicago Vierter und gewann Silber in der 4-mal-400-Meter-Staffel.
Seine persönliche Bestzeit über 440 Yards von 46,2 s (entspricht 45,9 s über 400 m) stellte er am 19. Mai 1962 in Lafayette auf.